# Joel Eipe
Joel Eipe (* 12. März 1997 in Frederiksberg) ist ein dänischer Badmintonspieler.

## Karriere
Eipe begann mit sechs Jahren Badminton zu spielen. 2015 machte er international auf sich aufmerksam, als er bei den Juniorenweltmeisterschaften auf den zweiten Platz kam, während an der Seite von Alexander Bond Europameister der Junioren wurde und mit dem Nachwuchsteam die Bronzemedaille erspielte. Im gleichen Jahr wurde Eipe im Herrendoppel und im Jahr darauf im Mixed dänischer Juniorenmeister. 2016 war er zum ersten Mal bei einem Wettkampf der Erwachsenen erfolgreich, als er bei den Dutch International triumphierte. Im Folgejahr zog er bei den Hungarian International ins Finale und erspielte mit Philip Seerup den Titel bei den internationalen norwegischen Meisterschaften. 2018 siegte Eipe bei den Hungarian International und den Norwegian International im Gemischten Doppel mit Mette Poulsen. Im darauffolgenden Jahr zog der Däne mit seinem neuen Partner fürs Herrendoppel, Rasmus Kjær, ins Finale der Austrian International und der Spanish International ein.

## Sportliche Erfolge
| Jahr | Veranstaltung                       | Platz | Disziplin    | Spielpartner       |
| ---- | ----------------------------------- | ----- | ------------ | ------------------ |
| 2014 | Jugendeuropameisterschaft 2014      | 3.    | Herrendoppel | Jeppe Bay          |
| 2014 | Danish Junior Cup 2014              | 2.    | Herrendoppel | Alexander Bond     |
| 2015 | Strasbourg International 2015       | 1.    | Herrendoppel | Kristoffer Knudsen |
| 2015 | Junioreneuropameisterschaft 2015    | 1.    | Herrendoppel | Alexander Bond     |
| 2015 | Junioreneuropameisterschaft 2015    | 3.    | Mannschaft   | Dänemark           |
| 2015 | Juniorenweltmeisterschaft 2015      | 2.    | Herrendoppel | Frederik Søgaard   |
| 2015 | Dänische Juniorenmeisterschaft 2015 | 1.    | Herrendoppel | Alexander Bond     |
| 2016 | Dutch International 2016            | 1.    | Herrendoppel | Alexander Bond     |
| 2016 | Dänische Juniorenmeisterschaft 2016 | 1.    | Mixed        | Ditte Søby Hansen  |
| 2017 | Hungarian International 2017        | 2.    | Herrendoppel | Philip Seerup      |
| 2017 | Norwegian International 2017        | 1.    | Herrendoppel | Philip Seerup      |
| 2017 | Strasbourg International 2017       | 1.    | Herrendoppel | Kristoffer Knudsen |
| 2018 | Hungarian International 2018        | 1.    | Mixed        | Mette Poulsen      |
| 2018 | Norwegian International 2018        | 1.    | Mixed        | Mette Poulsen      |
| 2019 | Austrian International 2019         | 2.    | Herrendoppel | Rasmus Kjær        |
| 2019 | Spanish International 2019          | 2.    | Herrendoppel | Rasmus Kjær        |